# Quint Hortensi Hòrtal (pretor)
|  | No s'ha de confondre amb Quint Hortensi Hòrtal (cònsol 69 aC). |

Quint Hortensi Hòrtal (llatí: Quintus Hortensius Q. f. L. n. Hortalis) va ser un militar i magistrat romà del segle i aC. Era el fill del gran orador Quint Hortensi Hòrtal.
La seva educació va ser poc cuidada. Per la influència del llibert Salvi, diu Ciceró, va freqüentar companyies poc recomanables, i vivia amb gladiadors i lladregots. El seu pare fins i tot va pensar a desheretar-lo en favor del nebot Marc Valeri Mesal·la, però no ho va arribar a fer i l'any 50 aC va obtenir les propietats, almenys en part, de l'herència paterna, que va haver de vendre per fer front als seus deutes.
L'any 49 aC, quan va esclatar la segona guerra civil, va veure que era el moment de reconstruir la seva fortuna. Es va unir a Juli Cèsar a la Gàl·lia Cisalpina i va ser enviat a ocupar Ariminium i, per tant, va ser el primer home que va creuar el Rubicó. L'any següent es va unir a la flota de Dolabel·la una mica abans de la batalla de Farsàlia. Mentre era a la flota, va rebre una carta de Gai Escriboni Curió, lloctinent de Cèsar a Sicília, per demanar-li que fes els possibles per permetre que Ciceró pogués fugir indemne. Hortensi va visitar Terència, l'esposa de Ciceró, i al mateix Ciceró, per dir-los-hi que Juli Cèsar els volia respectar la vida.
L'any 44 aC va governar Macedònia i el va succeir en el govern Brut, però Marc Antoni va donar la província al seu germà Gai Antoni. Juni Brut ja havia pres possessió del càrrec recolzat per Hortensi. Quan es van anunciar les proscripcions, Hortensi era a la llista i com a revenja va ordenar l'execució de Gai Antoni que havia caigut a les seves mans. Després de la batalla de Filipos va ser fet presoner i executat damunt de la tomba de Gai Antoni.